# Langara Island
Langara Island är en ö i Kanada.   Den ligger i North Coast Regional District och provinsen British Columbia, i den sydvästra delen av landet, 4 100 km väster om huvudstaden Ottawa. Arean är 35 kvadratkilometer.
Terrängen på Langara Island är platt. Öns högsta punkt är 152 meter över havet. Den sträcker sig 8,1 kilometer i nord-sydlig riktning, och 7,9 kilometer i öst-västlig riktning.
Trakten runt Langara Island är nära nog obefolkad, med mindre än två invånare per kvadratkilometer.